# Quidfa
Quidfa (àrab: قدفع, Qidfaʿ) és una vila de l'Emirat de Fujairah, als Emirats Àrabs Units, situada uns 18 km al nord de Fujairah, a la costa del golf d'Oman. En aquest lloc es va trobar una tomba comunitària de l'edat de ferro (vers 500 aC) que fou excavada entre 1986 i 1987 i es van trobar armes de bronze, pots i ceràmiques, joies, caixes i tasses que es poden veure al Museu de la ciutat de Fujairah.